# Acanthogyrus shashiensis
Acanthogyrus shashiensis är en hakmaskart som först beskrevs av Tso, Chen och Chien 1974.  Acanthogyrus shashiensis ingår i släktet Acanthogyrus och familjen Quadrigyridae. Inga underarter finns listade i Catalogue of Life.